# Campionato francese di hockey su pista 1922
Il Campionato francese 1922 è stato l'8º campionato nazionale francese di hockey su pista di prima divisione.

È stato organizzato dalla Federazione di pattinaggio della Francia.

A vincere il titolo di campione di Francia è stato il Tourcoing per la terza volta nella sua storia.

## Squadre partecipanti
| Club                 | Sponsor | Città     | Impianto interno |
| -------------------- | ------- | --------- | ---------------- |
| Toulouse City Sports |         | Tolosa    |                  |
| Tourcoing            |         | Tourcoing |                  |

## Risultati
| Squadra 1 | Squadra 2            | Risultato      |
| --------- | -------------------- | -------------- |
| Tourcoing | Toulouse City Sports | 20 maggio 1922 |
| Tourcoing | Toulouse City Sports | 7 - 0          |

## Campioni
| Campione di Francia 1922                   |
| ------------------------------------------ |
| Hockey Club du Fresnoy Tourcoing 3º titolo |